# Javier Ruiz Pérez
Javier Ruiz Pérez (València, 18 d'agost de 1973) és un periodista valencià. Llicenciat en periodisme per la Universitat CEU Cardenal Herrera, de Montcada (València), posseeix a més un màster en Economia Internacional i Periodisme per la Universitat de Colúmbia de Nova York. Actualment exerceix de presentador en Noticias 2 Cuatro. Recentment va actuar de presentador i moderador del ja desaparegut programa Las mañanas de Cuatro. Va començar essent tertulià i periodista econòmic d'aquest espai, que es va emetre a Cuatro.

## Carrera periodística
En 1995 es va incorporar als Serveis Informatius de la Cadena SER. Va ser redactor del programa Hoy por hoy amb Iñaki Gabilondo i corresponsal a Nova York des de 2000. Ha estat redactor cap dels Serveis Informatius de l'emissora de PRISA, i des de març de 2002 fins a gener de 2008 va presentar l'informatiu especialitzat en actualitat econòmica Hora 25 de los Negocios.
Al setembre de 2006 es va traslladar a la filial audiovisual de PRISA com a sotsdirector dels Serveis Informatius de Sogecable, passant a ocupar-se de la direcció i presentació de l'edició de sobretaula de Noticias Cuatro al costat de Mónica Sanz.
Al febrer de 2010 va passar a presentar l'informatiu de les 20.00 substituint a Iñaki Gabilondo. El desembre de 2010 i després d'aprovar-se la compra de Cuatro per part de Telecinco, Javier Ruiz abandonà la cadena.
Va reaparèixer el febrer de 2011 com a comentarista econòmic a l'espai dels matins de la Cadena COPE Así son las mañanas d'Ernesto Sáenz de Buruaga i a l'espai La noche en 24 horas, presentat per Ana Ibáñez al Canal 24 Horas. Els caps de setmana va col·laborar al programa de Cuatro Las mañanas de Cuatro fins al 2013.
Així mateix, va ser periodista a Vozpópuli i col·laborador de Las Mañanas de Cuatro. El juliol de 2014 es convertí en el presentador estiuenc de Las Mañanas de Cuatro per les vacances del seu habitual presentador Jesús Cintora.
El setembre de 2014 començà a presentar La otra Red, un programa de Late night a Cuatro.
El 25 d'octubre de 2014 es va estrenar com a copresentador en el programa Un tiempo nuevo de Telecinco, presentat també per Sandra Barneda.
El març de 2015 substituí a Jesús Cintora com a presentador del programa de tertúlia política Las mañanas de Cuatro.
El juliol de 2018 va tornar a Informatius per fer-se càrrec de Noticias Cuatro 2, en substitució de Miguel Ángel Oliver i després de la cancel·lació del seu programa Las mañanas de Cuatro, fins que fou" fulminat" amb tota la redacció el febrer de 2019.